# Бралушич, Воислав
Воислав Бралушич (серб. Војислав Бралушић; 10 сентября 1980, Ужице, Югославия) — сербский футбольный тренер.

## Биография
В качестве футболиста выступал за «Локомотив» (Белград). Уже в 22 года Бралушич завершил игровую карьеру и перешел на работу в структуру клуба. Затем он возглавлял молодежный состав «Рада». В 2012 году сербский специалист переехал в Монголию, где он руководил несколькими местными командами и национальными сборными разных возрастов.
В начале 2020 года был назначен на пост главного тренера клуба «Улан-Батор Сити». 28 января стало известно, что параллельно наставник временно возглавил сборную Монголии на оставшиеся матчи отборочного турнира к Чемпионата мира по футболу 2022 года в Катаре. На этом посту Бралушич сменил немца Ханс Михаэля Вайсса.

## Достижения
- Чемпион Монголии (2): 2012, 2013.
- Обладатель Кубка Монголии (1): 2012.
- Обладатель Суперкубка Монголии (3): 2012, 2013, 2014.